# Hexatoma mindanaoensis
Hexatoma mindanaoensis är en tvåvingeart som först beskrevs av Alexander 1922.  Hexatoma mindanaoensis ingår i släktet Hexatoma och familjen småharkrankar. Inga underarter finns listade i Catalogue of Life.